# Hongkongia caeca
Espèce
Hongkongia caeca est une espèce d'araignées aranéomorphes de la famille des Gnaphosidae.

## Distribution
Cette espèce est endémique de Halmahera dans les Moluques en Indonésie,. Elle se rencontre à Sagea (id) dans la grotte Batu Lubang.

## Description
Cette espèce est anophtalme.
La femelle holotype mesure 4,75 mm.

## Publication originale
- Deeleman-Reinhold, 2001 : Forest spiders of South East Asia: with a revision of the sac and ground spiders (Araneae: Clubionidae, Corinnidae, Liocranidae, Gnaphosidae, Prodidomidae and Trochanterriidae. Brill, Leiden, p. 1-591.